# لیک تله مارک (نیوجرسی)
لیک تله مارک (به انگلیسی: Lake Telemark) یک منطقهٔ مسکونی در ایالات متحده آمریکا است که در راک‌اوی، نیوجرسی واقع شده‌است. لیک تله مارک ۵٫۸۴۸ کیلومتر مربع مساحت و ۱٬۲۵۵ نفر جمعیت دارد و ۲۱۳ متر بالاتر از سطح دریا واقع شده‌است.